# NGC 2716
NGC 2716 is een balkspiraalstelsel in het sterrenbeeld Waterslang. Het hemelobject werd op 3 maart 1864 ontdekt door de Duitse astronoom Albert Marth.

## Synoniemen
- UGC 4692
- MCG 1-23-7
- ZWG 33.29
- PGC 25172